# Зорін Гнат Тимофійович
Зорін Ігнатій Тимофійович  (ерз. Зоринэнь Игнатий) — ерзянський оповідач. До цього часу  історії Мокшансько-ерзянської літератури не приділяється належна увага. Відомості про життя оповідача мізерні. Відомо тільки місце його народження — Самарська губернія, Бугурусланський повіт, Ерзянське село Вечкан (ерз. Вечкан веле).

## Творчість
В 1898 році Зорін зустрівся з відомим фінським мовознавцем, фолькльористом і етнологом Гейкі Паасоненом. Професор отримав гроші для експедиції до ерзянських  оповідачів. Такими оповідачами були: І.Сірікін, І.Зорін, А. Шувалов, І.Школьніков, А. Леонтьєв, С.Цигін, Роман Учаєв, В. Савкін (фін. I. Sirikin, I. Zorin, A. Suvalov, I. Skolnikov, A. Leontjev, S. Cigin, R. Ucajev, V. Savkin).

### Співробітництво
Паасонен приїхав, у Вечканово збирати народні оповідки. Від Ігнатія Зоріна більше 100 фолькльорних творів, серед яких більше 20 являються авторськими поемами самого Ігнатія. Співробітництво Зоріна та Паасонена продовжувалося з 1900 року до 1910 року.
Зорін зробив великий внесок у мокшано-ерзянську літературу. Він був не грамотним, але при цьому знавцем оповідок.
 Багато своїх оповідок він називав в народній поезії іменем "моро"(рос. «песня»).

## Релігія
В листах до Паасонена від імені Зоріна, які до цих пір зберігаються в Хельсьні в архіві фінсько-угорського суспільства, добре видно, що він як істинний літератор, розумів цінність мокшано-ерзянських традицій і був хранителем звичаїв стародавніх ерзянських молінь. Як віруючий в свого Бога, він являвся противником християнства. В більше як в 20 авторських творів не має ні одного, де б він описав антихристиянський конфлікт. Ігнатій Зорін був ревним сторонником національних звичаїв та традицій. Складав свої твори оповідач, коли ще шанувалося язичниство, а християнські традиційні моління ще не вкорінилися.

## Напрями
В поемах Ігнатія Зоріна добре прослідковується три напрямки його творчості.
1. Поеми з міфологічним мотивом:
- «Тинь кунсолодо, мокшот ерзят» (рос. «Вы послушайте, мокшане-эрзяне»);
- «Мекс кеєрень пінгсте мінек коряс ерясть сєде парсте» (рос. «Почему в древние времена жили лучше, чем сейчас»);
- «Ташто моро» (рос. «Старая песня»);
- «Коли Пурьгине саізе нікс Вере Пазонь омботькс мази тейтерензе Везоргонь» (рос. «Как Пурьгине взял в жены Везорго - вторую дочь Верховного Бога»).

А також багато інших, які прославляють часи Тюштя.
2. Другий напрямок — соціально-історичні мотиви:
- «Седе ікеле мінь эрінек Пугачевонь пінгсте» (рос. «Ранее жили мы во времена Пугачева»);
- «Од цьора башкіртнень ютксо» (рос. «Молодой парень среди башкир»);
- «Кезерень солдатстванть ланга моро» (рос. «Про старинную солдатчину»).

3. Важливе місце займають ліричні поеми в основу яких лягли мотиви народних пісень:
- «Коли Родя поланзо мікшнізе ди одов рамізе»(рос. «Как Родя жену продал, а потом выкупил»);
- «Моро одпорадо ди сиречіде» (рос. «Песня о молодости и старости»);
- «Наян моро» (рос. «Наян-песня»);
- «Симицянь моро» (рос. «Песня пьющего»).

В цей цикл входять любовні поеми зв'язані з традиціями молодіжних гулянь з народними піснями.
В давні часи пісні співалися в домах, де збиралися люди на посиденьки. (Пиянь кудо рос. «Пивной дом»), Роштувань кудо (рос. «Рождественский дом»), Тейтерень кудо (рос. «Девичий дом»). Тому в народних піснях і в поемах Зоріна присутні еротичні мотиви.
В поемах з міфологічним мотивом в основі лежить не міф, а тільки імена героїв.
Все, що роблять герої з іменами богів — це діла земних людей і їх переживання. В мокшанських та ерзянських міфах, а також в міфологічних народних піснях таких сюжетів немає. Такий сюжет прослідковується в поемах Зоріна наприклад «Цёрась паро Левонтей» (рос. «Левонтий — хороший парень»).
Серед поем соціально-історичних тематики, особливе місце займає пісня «Раніше жили ми в часи Пугачова». Те, що говорить старий Аніка, йде в розріз з тим, що писалося про Пугачова в радянській літературі. Тому не випадково, що ця поема Зоріна ніде, крім збірника Паасонена, не публікувалася.

Жили мы до этого

во времена Пугачева

видели мы много бед

пролили мы много слёз

не было у нас князя

не было у нас хранителя

хотя и был князь

ды и тот русский

жил он не близко

у моря

про нас ничего не ведал

о нас не беспокоился"
Оригінальний текст (ерз.)
«Седикеле эринек

минь Пугачонь пингева

ламо нужа неинек

ламо сельведь валынек

инязормок арасель

кирдицямок эсь ульне

инязорось кош ульнесь

сеяк рузонь инязор

а маласо сон эриль

иневедень томбале

минек эйстэ а содыль

минек кисэ а ризныль»
 — говорит Зорин в начале поэмы…